# 愛沙尼亞—美國關係
愛沙尼亞－美國關係是爱沙尼亚与美国之间的双边关系。自从爱沙尼亚1991年首次独立以来，两国关系一直稳定而牢固。美国和爱沙尼亚是重要的盟友和伙伴。
根据《2012年美国全球领导力报告》，31%的爱沙尼亚人赞同美国的领导力，32%不赞同，37%不确定。